# Smilasterias triremis
Smilasterias triremis är en sjöstjärneart som beskrevs av Percy Sladen 1889. Smilasterias triremis ingår i släktet Smilasterias och familjen trollsjöstjärnor. Inga underarter finns listade i Catalogue of Life.